# Franciszek Karassek

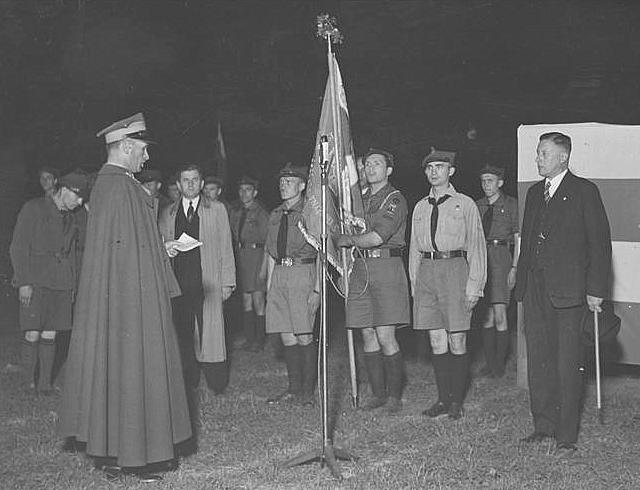
Mjr Franciszek Karassek przemawia podczas uroczystości poświęcenia sztandaru V Drużyny Harcerskiej w Katowicach; z prawej wojewoda śląski Leon Malhomme (11 czerwca 1939)

Franciszek Wiktor Karassek (ur. 3 grudnia 1891 w Gałkówku, zm. 1981 w Caernarvonshire) – podpułkownik kawalerii Wojska Polskiego, dwukrotny kawaler Orderu Virtuti Militari. W 1964 został awansowany przez władze emigracyjne do stopnia pułkownika kawalerii.

## Życiorys
Urodził się 3 grudnia 1891 w Gałkówku. Po odzyskaniu przez Polskę niepodległości został przyjęty do Wojska Polskiego. W szeregach 4 pułku strzelców konnych w stopniu podporucznika uczestniczył w wojnie polsko-bolszewickiej, a za swoje czyny otrzymał Order Virtuti Militari. Został awansowany do stopnia rotmistrza kawalerii ze starszeństwem z dniem 1 czerwca 1919. W latach 20. był oficerem 23 pułku ułanów (dyslokacja początkowo Wilno, później Podbrodzie), w tym w 1924 był p.o. kwatermistrza, a w 1928 kwatermistrzem. W międzyczasie został awansowany do stopnia majora kawalerii ze starszeństwem z dniem 1 stycznia 1927. Był prezesem Komitetu Wykonawczego Budowy Szkoły im. Marszałka Józefa Piłsudskiego w Podbrodziu. 6 lipca 1929 roku został przeniesiony do 8 pułku ułanów w Krakowie na stanowisko zastępcy dowódcy pułku. 28 stycznia 1931 roku został przeniesiony na stanowisko rejonowego inspektora koni w Kielcach. 3 sierpnia 1931 roku został przeniesiony na stanowisko rejonowego inspektora koni w Katowicach. W stopniu majora służył w Katowicach do 1939.
Po wybuchu II wojny światowej został oficerem Polskich Sił Zbrojnych. Po wojnie pozostał na emigracji w Wielkiej Brytanii. Był członkiem Rady Rzeczypospolitej Polskiej II kadencji (od 25 listopada 1958 do 28 marca 1963, z ramienia Związku Ziemi Wschodniej), III kadencji (od 9 września 1963 do 20 lipca 1968, z ramienia Niezależnego Ruchu Społecznego), IV kadencji (od 28 października 1968 do 7 listopada 1970, wybrany w okręgu wyborczym w Londynie z ramienia Związku Ziemi Wschodniej). 22 czerwca 1959, 22 czerwca 1962 był powoływany przez Prezydenta RP na Uchodźstwie Augusta Zaleskiego na członka Głównej Komisji Skarbu Narodowego Rzeczypospolitej Polskiej. W 1964 został awansowany do stopnia pułkownika kawalerii. Był powoływany przez Prezydenta RP na uchodźstwie Augusta Zaleskiego na członka Kapituły Orderu Virtuti Militari 7 marca 1962, 7 marca 1964, 7 marca 1966, 24 marca 1970.
Zmarł w 1981 w walijskim hrabstwie Caernarvonshire.

## Publikacje
- Franciszek Wiktor Karassek: Zarys historii wojennej 23-go Pułku Ułanów Grodzieńskich. Warszawa: Zakłady Graficzne „Polska Zjednoczona”, 1930, seria: Zarys historii wojennej pułków polskich 1918–1920. Brak numerów stron w książce
- Jerzy Gliński, Franciszek Karassek: Zarys historji wojennej 4-go Pułku Strzelców Konnych Ziemi Łęczyckiej. Warszawa: Zakłady Graficzne „Polska Zjednoczona”, 1932, seria: Zarys historii wojennej formacji polskich 1918–1920. Brak numerów stron w książce

## Ordery i odznaczenia
- Krzyż Srebrny Orderu Wojskowego Virtuti Militari nr 5207 (28 lutego 1922)[27][28][29][30]
- Krzyż Srebrny Orderu Wojennego Virtuti Militari (za wojnę 1939–1945)[31]
- Krzyż Kawalerski Orderu Odrodzenia Polski (3 maja 1961)[32]
- Krzyż Walecznych (trzykrotnie)
- Złoty Krzyż Zasługi (10 listopada 1928)[33]
- Krzyż Oficerski Orderu Świętego Sawy (Jugosławia)
- Medal 10 Rocznicy Wojny Niepodległościowej (Łotwa)[34]